# Clastotoechus lasios
Clastotoechus lasios is een tienpotigensoort uit de familie van de Porcellanidae. De wetenschappelijke naam van de soort is voor het eerst geldig gepubliceerd in 1999 door Harvey.